# Elizabeth Gaskell
Elizabeth Cleghorn Gaskell (Londra, 29 settembre 1810 – Alton, 12 novembre 1865) è stata una scrittrice britannica.
È ricordata per essere stata la prima persona a scrivere una biografia di Charlotte Brontë. Le sue opere più note furono: North and South, tradotto in varie lingue e ripreso in tre adattamenti televisivi (1966, 1975 e 2004) e Wives and Daughters anch'esso tradotto in varie lingue e ripreso in due adattamenti televisivi (1971 e 1999).

## Biografia

### Infanzia
Figlia del pastore unitariano William Stevenson e di Eliza Wedgwood, nipote del celebre ceramista Josiah Wedgwood, rimase orfana di madre ad appena un anno di vita. All'età di quattro anni fu adottata dalla famiglia di una zia materna, presso la quale trascorse buona parte della sua infanzia, a Knutsford, Cheshire, una tranquilla cittadina di campagna non lontana da Manchester.
La morte in mare nel 1822 dell'unico fratello, John, contribuì ad allentare ulteriormente il legame con il padre, già non particolarmente stretto a causa delle distanze e dei cattivi rapporti del padre con la zia. L'assenza di un fratello e la complessità dei rapporti familiari saranno temi spesso presenti nella narrativa della Gaskell.
La famiglia della zia, gli Holland, era anch'essa unitariana e borghese, legata per parentela o matrimoni ad altri personaggi eminenti (tra cui William Turner ed i Darwin), ed in essa Elizabeth assorbì un atteggiamento politicamente liberale e religiosamente tollerante. L'educazione impartitale presso gli Holland la incoraggiò ad approfondire le sue conoscenze con vaste letture, ed a formarsi un punto di vista ed opinioni autonome.

### Manchester
Nel 1832 sposò William Gaskell, uomo attivo ed impegnato socialmente oltre che pastore unitariano della cappella di Cross Street, punto di ritrovo di un'attiva cerchia intellettuale anticonformista che comprendeva pastori dissidenti, riformisti, progressisti, scienziati e poeti.
Il cambiamento dalla tranquilla Knutsford, poco più di un paese immerso nella quiete e nell'apparente immobilità della campagna dell'Inghilterra settentrionale, a Manchester, centro dinamico in piena espansione, modellato senza sosta dall'industrializzazione pesante, fu notevole, ed ebbe ripercussioni tanto sulla salute della Gaskell quanto sul suo modo di osservare la realtà che la circondava, e le permise di prendere coscienza del trapasso da un'economia (ed una società) contadina ad una industriale.
Nei primi anni di matrimonio affiancò il marito nel suo lavoro di insegnante alle lezioni serali e domenicali per i bambini degli operai, spesso operai essi stessi. In quanto compagna di un pastore della Chiesa d'Inghilterra era nella posizione di entrare in contatto sia con il mondo operaio che con l'intellettualità progressista, e pare che si sia avvicinata alle teorie del socialismo utopistico.
Il suo rapporto con la città di Manchester (la "cara vecchia fosca triste fumosa grigia Manchester", come amava chiamarla lei stessa) e con il tipo di vita che vi si svolgeva rimase sempre ambivalente, diviso tra l'intenso malessere suscitatole dal paesaggio cittadino - malsano, inquinato e deturpato da fabbriche e ciminiere - e l'ammirazione per l'intraprendenza dei suoi abitanti.
La morte in tenera età del figlio William, l'unico maschio (1844), fu per lei un colpo durissimo che riuscì a superare grazie all'appoggio del marito, il quale la esortò anche a dedicarsi ad un'attività che richiedesse intensa e prolungata concentrazione - la scrittura.

### Scrittrice
Il consiglio fu ascoltato e vide così la luce Mary Barton, uscito anonimo nel 1848, il cui crudo affresco dell'ambiente operaio di Manchester suscitò non poco scandalo ed il libro fu messo al bando da non poche biblioteche e librerie, ma tanto clamore portò opera ed autrice all'attenzione del grande pubblico.
Nel dicembre del '51 pubblicò su Household Words, rivista edita da Charles Dickens, il racconto La nostra società a Cranford (Our Society at Cranford). Dickens ne rimase colpito tanto da convincerla a scriverne un seguito (quello che poi divenne il romanzo Cranford, 1853), assicurandosene la pubblicazione assieme ad alcune delle sue opere successive.
Strinse amicizia con Charlotte Brontë, di cui ci è rimasto un nutrito epistolario e su richiesta del padre curò una biografia di vastissimo successo (1857), e frequentò William Makepeace Thackeray e George Eliot.
Scrisse ancora diversi romanzi e racconti (di particolare successo godettero le sue storie gotiche); ancora all'apice del successo decise di ritirarsi a vivere in una zona più salubre e tranquilla della "vecchia e fumosa Manchester", e con i proventi dei suoi romanzi acquistò un cottage ad Alton, nello Hampshire, dove si spense circondata dalle figlie, all'età di cinquantacinque anni, lasciando il suo ultimo romanzo incompiuto.

## Opere
In Italia, tra i testi più celebri di Elizabeth Gaskell si ricordano: "Cranford" (1851-1853), serie di racconti pubblicati in origine sulla rivista "Household Words". Ambientate nella cittadina di provincia di Cranford, le storie descrivono una serie di donne, in gran parte nubili, e i loro sforzi per conservare, pur con poco denaro, le apparenze dell'eleganza e del garbo borghese; il romanzo industriale "Nord e Sud", che affronta lo sviluppo industriale del settore manifatturiero attraverso la lotta di classe degli operai e lo sguardo incorrotto della giovane eroina Margaret, trasferitasi dal Sud al Nord dell'Inghilterra con la sua famiglia; "Gli innamorati di Sylvia", pubblicato nel 2014, è un romanzo storico ambientato nello Yorkshire nel quale l'autrice ricostruisce le vicende della giovane Sylvia sullo sfondo delle guerre tra Francia e Inghilterra alla fine del Settecento e dell'arruolamento forzoso degli uomini ad opera delle temibili bande di coscrizione della Corona. Contesa tra due pretendenti, l'umile venditore di stoffe Philip e il ramponiere Kinraid, Sylvia maturerà fino a comprendere il significato della propria esistenza. Ottima è la biografia di Charlotte Brontë (1857), sua amica.

### Romanzi
| Titolo originale     | 1ª ed. originale | Titolo italiano                         | 1ª ed. italiana      |
| -------------------- | ---------------- | --------------------------------------- | -------------------- |
| Mary Barton          | 1848             | Mary Barton                             | Edizioni Croce 2016  |
| Cranford             | 1851-3           | Il paese delle nobili signore: Cranford | Rizzoli, 1950        |
| Ruth                 | 1853             | Ruth                                    | Elliott, 2015        |
| North and South      | 1855             | Nord e Sud                              | Jo March, 2011       |
| Cousin Phillis       | 1864             | La cugina Phillis                       | Marsilio             |
| Sylvia's Lovers      | 1863             | Gli innamorati di Sylvia                | Jo March, 2014       |
| Wives and daughters  | 1865             | Mogli e figlie                          | Jo March, 2015       |
| The Moorland Cottage | 1850             | La casa nella brughiera                 | Edizioni Croce, 2016 |

### Raccolte di racconti
- Moorlande Cottage (The Moorland Cottage, 1850)
- Lizzie Leigh (1855)
- Una mezza vita fa (Half a Life-Time Ago, 1855)
- La mia signora Ludlow (My Lady Ludlow, 1859)
- Intorno al sofà (Round the Sofa, 1859)
- La strega Lois (Lois the Witch, 1861)
- L'opera di una notte scura (A Dark Night's Work, 1863)

### Storie brevi
- I fratellastri (The Half Brothers, 1859)
- La storia dello Squire (The Squire's Story, 1853)
- La storia della vecchia nutrice (The old nurse's story, 1852)
- Curioso, se fosse vero (Curious, if True, 1860)

### Saggistica
- The Life of Charlotte Brontë, 1857
  -  La vita di Charlotte Brönte, traduzione di Simone Buffa Di Castelferro, Milano, La Tartaruga, 1987-2006, ISBN 88-7738-022-5. - Collana Ritratti, Roma, Castelvecchi, 2015, ISBN 978-88-682-6745-2.
  -  Vita di Charlotte Brontë, traduzione di Annamaria Biavasco e Valentina Guani, Collana Le Grandi Scrittrici, Vicenza, Neri Pozza, 2022, ISBN 978-88-545-2327-2.

### In italiano
- La donna grigia, Introduzione di Francesco Marroni. Traduzione di Grazia Colli, Solfanelli 1988 (ISBN 88-7497-293-8)
- Cranford, UTET 1983, TEA 1991, Giunti 1995, Elliot 2015
- Il fantasma nella stanza del giardino e altri racconti, Lucarini 1989
- Mia cugina Phillis, (Cousin Phillis), a cura di Francesco Marroni (con testo a fronte), Marsilio 1995 (ISBN 88-317-6295-8) e 2001 (ISBN 88-317-5842-X)
- Storie di bimbe, di donne, di streghe, a cura di Marisa Sestito, Giunti, 1990 (Raccoglie cinque racconti, tra cui La strega Lois, La storia della vecchia balia)
- Il castello di Crowley, (Cousin Phillis), Introduzione di Benedetta Bini. Traduzione di Simona Costaggini, Sellerio 2002 (ISBN 88-389-1807-4)
- Ruth, traduzione di Federico Lopiparo e Valentina Piovani, introduzione di Nadia Fusini, Editori Internazionali Riuniti, Roma 2011, Elliot 2015
- Nord e Sud, traduzione di L. Pecoraro, Jo March, 2011, ISBN 978-88-906076-0-8.
- Una razza maledetta, traduzione di Rossella Monaco, Galassia Arte, 2013, ISBN 978-88-6831-006-6.
- Gli innamorati di Sylvia, Jo March, 2014; Elliot, 2024.
- Mogli e figlie, Jo March 2015; Elliot, 2022.
- Mary Barton, Milano, Mondadori 1981; Roma, Elliot, 2016; a cura di Francesco Marroni, Edizioni Croce, Roma, 2016, ISBN 978-88-6402-276-5.
- I fratellastri, Introduzione e cura di Michela Marroni, trad. di Salvatore Asaro, Edizioni Croce, Roma, 2016.
- La casa nella brughiera, Introduzione e cura di Raffaella Antinucci, trad. di Flavia Barbera, Edizioni Croce, Roma, 2016, ISBN 978-88-6402-289-5.
- Bran e altre poesie, Introduzione e cura di Marilena Parlati, trad. di Andrea Giampietro, Edizioni Croce, Roma, 2016, ISBN 978-88-6402-290-1.
- Lady Ludlow, Vita Activa, Trieste, 2016.
- Lois la strega, Roma, Elliot, 2016.
- Racconti, Introduzione e cura di Anna Enrichetta Soccio, Edizioni Croce, Roma, 2017, ISBN 978-88-640-2298-7. [raccoglie 10 racconti inediti]
- Delitto di una notte buia, Introduzione e cura di Francesco Marroni, trad. di Mara Barbuni, Edizioni Croce, Roma, 2017, ISBN 978-88-640-2302-1.
- Le nozze di Manchester, Bagno a Ripoli, Passigli, 2017.
- Le confessioni di Mr Harrison, Introduzione e cura di Michela Marroni, Edizioni Croce, Roma, 2018.
- Il giardiniere dello Scià e La gabbia di Cranford, traduzione e cura di Massimo Ferraris, Elliot, Roma, 2019.
- Lizzie Leigh, traduzione e cura di Massimo Ferraris, Elliot, Roma, 2019. [contiene Lizzie Leigh e Il pozzo di Pen-Mortha]
- Lontano nel tempo, traduzione e cura di Massimo Ferraris, Elliot, Roma, 2021.
- Il racconto della vecchia balia, traduzione di Annarita Tranfici, ABE Editore, Milano, 2021.
- Mogli e figlie, traduzione e cura di Massimo Ferraris, Elliot, Roma, 2022 .
- Curioso, se fosse vero, traduzione e cura di Miriam Chiaromonte, Caravaggio Editore, Vasto, 2021.
- La donna grigia, traduzione di Maurizio Totaro, Elliot, Roma, 2023.
- Gli innamorati di Sylvia, traduzione e cura di Massimo Ferraris, Elliot, Roma, 2024.